# Antonia Maury
Pour les articles homonymes, voir Maury.
Ne doit pas être confondue avec l'astronome français Alain Maury.
Antonia Caetana de Paiva Pereira Maury (21 mars 1866 – 8 janvier 1952) est une astronome américaine qui publie un important catalogue de types spectraux des étoiles.

## Jeunesse
Antonia Maury est née à Cold Spring (New York). À l'exception de son nom de famille « Maury », ses prénoms « Antonia Caetana de Paiva Pereira » sont portugais et lui sont donnés en hommage à une ancêtre ayant vécu au Brésil. Elle est la fille du Rev. Mytton Maury et de Virginia Draper. Le révérend Mytton Maury est un descendant du révérend James Maury (en) qui a 13 enfants. Ils sont également apparentés au commandant Matthew Fontaine Maury de l'observatoire naval des États-Unis et sa nombreuse famille.
Elle est la petite-fille de John William Draper et la nièce de Henry Draper, tous deux astronomes renommés.

## Travaux astronomiques
Antonia Maury étudie au Vassar College où elle est diplômée en 1887. Elle commence à travailler au Harvard College Observatory (HCO), où elle observe les types spectraux stellaires et publie un catalogue de classification en 1897 (Spectra of Bright Stars Photographed with the 11-inch Draper Telescope as part of the Henry Draper Memorial, Annals of Harvard College Observatory, vol. 28, p. 1-128).
Le directeur du HCO à l'époque, Edward Charles Pickering, n'est pas d'accord avec le système de classification de Maury et ses explications des largeurs de raies ; pour cette raison, elle quitte le HCO. Cependant Ejnar Hertzsprung réalise la valeur de son système de classification et l'utilise dans son propre système d'identification des étoiles géantes et des étoiles naines. Henry Norris Russell, qui développe le diagramme de Hertzsprung-Russell avec Hertzsprung, est aussi un défenseur du système de classification d'Antonia qui est adopté, dans certains de ses aspects, par l'Union astronomique internationale lors de sa première réunion en 1922.
En 1908, Antonia Maury retourne au HCO où elle reste de nombreuses années. Son travail le plus remarquable est l'analyse spectroscopique de l'étoile binaire Beta Lyrae, publié en 1933 (The Spectral Changes of Beta Lyrae, Annals of Harvard College Observatory, vol. 84, no. 8).

## Distinctions honorifiques
- Prix d'astronomie Annie J. Cannon en 1943, par la Union américaine d'astronomie
- Le cratère Maury (en) sur la Lune porte son nom ainsi que celui du commandant Matthew Fontaine Maury